# Jobie Dajka
Jobie Dajka (né le 11 décembre 1981 en Nouvelle-Galles du Sud et mort le 4 avril 2009 à Adélaïde) est un coureur cycliste sur piste australien. Spécialiste de la vitesse et du keirin, il a décroché sept médailles en championnats du monde, dont le titre mondial du keirin en 2002.

## Biographie
Jobie Dajka brille dès la catégorie junior où il remporte les titres mondiaux de la vitesse et de la vitesse par équipes en 1998. L'Australian Institute of Sport lui décerne l'année suivante la récompense d'athlète junior de l'année.
En 2002, il est sacré champion du monde du keirin à Copenhague.
Alors qu'il avait manqué les Jeux olympiques de 2000 à Sydney, il est exclu du camp d'entraînement pré-olympique de 2004 car il est accusé d'avoir menti aux enquêteurs dans le cadre l'affaire de dopage de Mark French. Son appel tendant à faire annuler cette décision et la suspension consécutive reste vain.
Le 15 juin 2005, un tribunal prononce à son encontre une suspension de trois ans en raison d'une agression sur l'entraîneur national australien de cyclisme sur piste Martin Barras. Souffrant d'une dépression et d'un stress lié à l'alcool, il effectue un séjour à l'hôpital d'Adelaide.
La licence cycliste de Dajka est rétablie le 22 décembre 2006. Sa suspension est levée plus tôt en application des conditions fixées par le tribunal en 2005, Dajka ayant suivi un traitement médical et effectué 80 heures de travaux d'intérêt général (community service).
Le 7 avril 2009, son corps est retrouvé sans vie à son domicile.

## Palmarès

### Championnats du monde
- Anvers 2001
  -  Médaillé d'argent de la vitesse par équipes

- Copenhague 2002
  -  Champion du monde de keirin
  -  Médaillé d'argent de la vitesse
  -  Médaillé d'argent de la vitesse par équipes

- Stuttgart 2003
  -  Médaillé d'argent du keirin
  -  Médaillé d'argent de la vitesse

- Los Angeles 2005
  -  Médaillé de bronze de la vitesse

### Championnats du monde juniors
- 1998
  -  Médaillé d'argent de la vitesse par équipes juniors
- 1999
  -  Champion du monde de vitesse juniors
  -  Champion du monde de vitesse par équipes juniors (avec Ben Kersten et Mark Renshaw)
  -  Médaillé de bronze du kilomètre juniors

### Jeux du Commonwealth
- Manchester 2002
  -  Médaillé d'or de la vitesse par équipes (avec Sean Eadie et Ryan Bayley)
  -  Médaillé de bronze de la vitesse

### Coupe du monde
- 2004
  - Classement général du keirin
  - 1er du keirin à Sydney
  - 2e du keirin à Moscou

- 2004-2005
  - 2e de la vitesse à Sydney
  - 3e de la vitesse par équipes à Sydney

### Championnats d'Australie
- 2005
  -  Champion d'Australie de vitesse